# Centre historique minier de Lewarde
Fosse Delloye
La fosse Delloye ou Joseph Delloye de la Compagnie des mines d'Aniche est un ancien charbonnage du bassin minier du Nord-Pas-de-Calais, situé à Lewarde. Après quatorze ans de fermeture, le site est devenu le Centre historique minier de Lewarde. La fosse est commencée en 1911, à la même période que les fosses Bernard, Lemay et Bonnel. Le fonçage du puits Delloye est interrompu par la Première Guerre mondiale. Les travaux ne reprennent qu'en 1921, et le puits est mis en service en 1927, lorsqu'il a atteint la profondeur de 360 mètres. À cette date, le puits Delloye no 2 est commencé à quelques décamètres au nord, et commence à extraire en 1932, un an après la mise en service de la fosse Barrois, la dernière des mines d'Aniche. Les puits assurent l'aérage, le service, et l'extraction.
La Compagnie des mines d'Aniche est nationalisée en 1946, et intègre le Groupe de Douai. Des cités de taille relativement modeste sont alors construites, la Compagnie d'Aniche n'en ayant pas bâti. La fosse Vuillemin est concentrée sur la fosse Delloye en 1955, ainsi que Sébastopol, son puits d'aérage. Des études sont menées sur le gisement, mais il s'avère que celui-ci n'est plus rentable à exploiter, la fosse ferme en 1971. À cette date, les seules fosses encore ouvertes sont celles appartenant aux concentrations Gayant et Barrois pour la concession d'Aniche, et no 9 de la concession de l'Escarpelle, en ce qui concerne le Groupe de Douai.
En 1973, les Houillères décident de créer un musée de la mine sous l'impulsion de Monsieur Alexis Detruys, Secrétaire Général du Bassin du Nord-Pas-de-Calais, et le site de la fosse Delloye est choisi. Le centre historique minier ouvre ses portes en 1984. La fosse Delloye constitue avec la fosse Arenberg, la fosse no 11 - 19 et la fosse no 9 - 9 bis, un des sites majeurs de la mémoire du bassin minier. D'autres fosses, plus modestes, ont également été conservées : la fosse no 6 des mines de Lens, la fosse no 13 bis des mines de Lens, la fosse no 2 des mines de Flines, et la fosse no 2 des mines de Marles. Au début du XXIe siècle, Charbonnages de France matérialise les têtes des puits Delloye nos 1 et 2, et y installe des exutoires de grisou. Outre la fosse, il subsiste également la base des terrils cavaliers nos 220 et 220A, et les cités, typiques de l'époque post-Nationalisation. En plus de présenter au public toutes les installations d'une fosse du XXe siècle, y compris des galeries reconstituées, le Centre historique minier possède également 2 700 mètres linéaires d'archives, parmi lesquelles on trouve 7 000 ouvrages, 550 000 documents photographiques, 500 films, 350 vidéogrammes et 300 enregistrements sonores. Le 21 septembre 2009, les installations de surface sont classées aux monuments historiques. La fosse Delloye a été inscrite le 30 juin 2012 au patrimoine mondial de l'Unesco.

## La fosse
La dernière fosse ouverte dans le sud de la concession d'Aniche est la fosse Vuillemin en 1891, pour une mise en exploitation quatre ans plus tard. La fosse Sébastopol est bien mise en service en 1905, mais il s'agit du puits d'aérage de la précédente fosse. Au début du XXe siècle, la Compagnie des mines d'Aniche décide d'implanter de nouvelles fosses dans le nord de la concession, qui est encore inexploité, elle ouvre ainsi la fosse Déjardin au nord de Sin-le-Noble, et la fosse De Sessevalle à Somain.
Au début des années 1910, concurremment aux travaux de la fosse Delloye, au sud de la concession, la Compagnie d'Aniche met en chantier trois nouvelles fosses dans le nord de la concession : Bernard à Frais-Marais, hameau de Douai, Lemay à Pecquencourt et Bonnel à Lallaing.

### Fonçage
Le diamètre du puits est de quatre mètres. Le cuvelage est en fonte de 2,16 à 87,72 mètres. Le terrain houiller est atteint à 178,70 mètres. La fosse est située à 1 650 mètres à l'est de la fosse Roucourt, à 2 650 mètres au sud-est de la fosse Saint René, à 2 300 mètres à l'ouest-sud-ouest de la fosse Vuillemin, et à 1 810 mètres au nord-ouest de la fosse Sébastopol.
Le puits est situé non loin de la limite avec la concession de la Compagnie des mines d'Azincourt. La Première Guerre mondiale entraîne l'interruption des travaux, ceux-ci ne reprennent qu'en 1921.

### Exploitation
Le puits no 1 est mis en exploitation en 1927, alors qu'il a atteint la profondeur de 360 mètres. À cette date, le puits Delloye no 2 est mis en chantier, à 50 mètres au nord du premier puits. Son diamètre est de cinq mètres et son cuvelage est en fonte de 2,15 à 88,87 mètres. Le terrain houiller a également été atteint à 178,70 mètres. le puits Delloye no 2 commence à extraire en 1932, quand il a atteint la profondeur de 380 mètres.
Le gisement exploité est constitué de charbon gras et demi-gras, l'extraction débute par les veines Joseph nos 4, 2 et 3,.
La Compagnie des mines d'Aniche est nationalisée en 1946, et intègre le Groupe de Douai. La fosse Vuillemin, ainsi que son puits d'aérage Sébastopol, sont concentrés sur la fosse Delloye en 1955. À ce titre, le puits no 2, profond de 360 mètres, est approfondi à 479 mètres en 1964, afin d'exploiter les gisements de Vuillemin. Des sondages sont effectués, mais le gisement n'est pas rentable à exploiter.
Les puits Delloye nos 1 et 2, profonds de 409 et 518 mètres, sont remblayés en 1971. Dans les deux puits, trois accrochages étaient établis à 260, 350 et 401 mètres, Delloye no 2, plus profond, était équipé d'un étage de recette supplémentaire établi à 513 mètres.

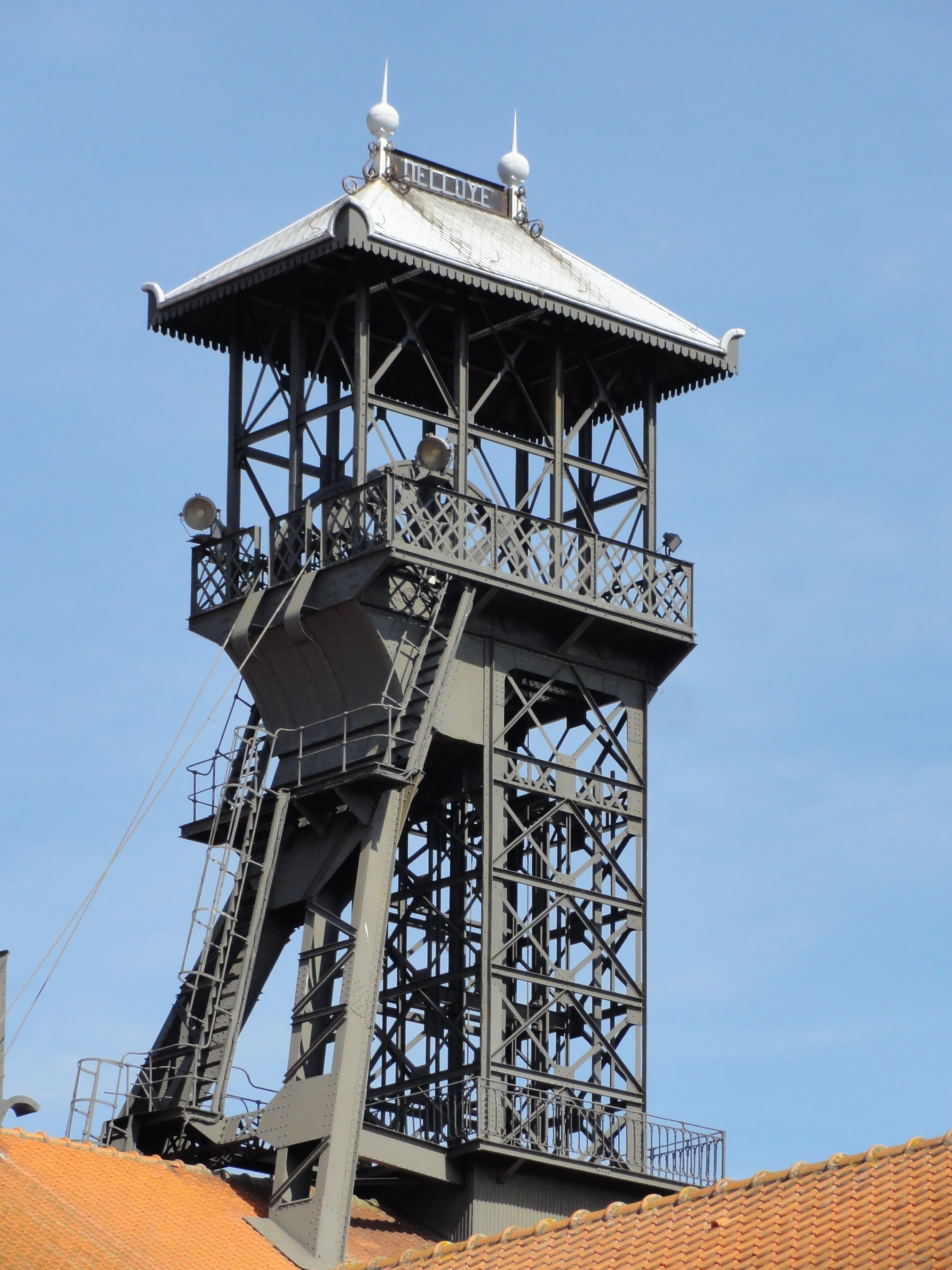
Le chevalement du puits Delloye no 1.
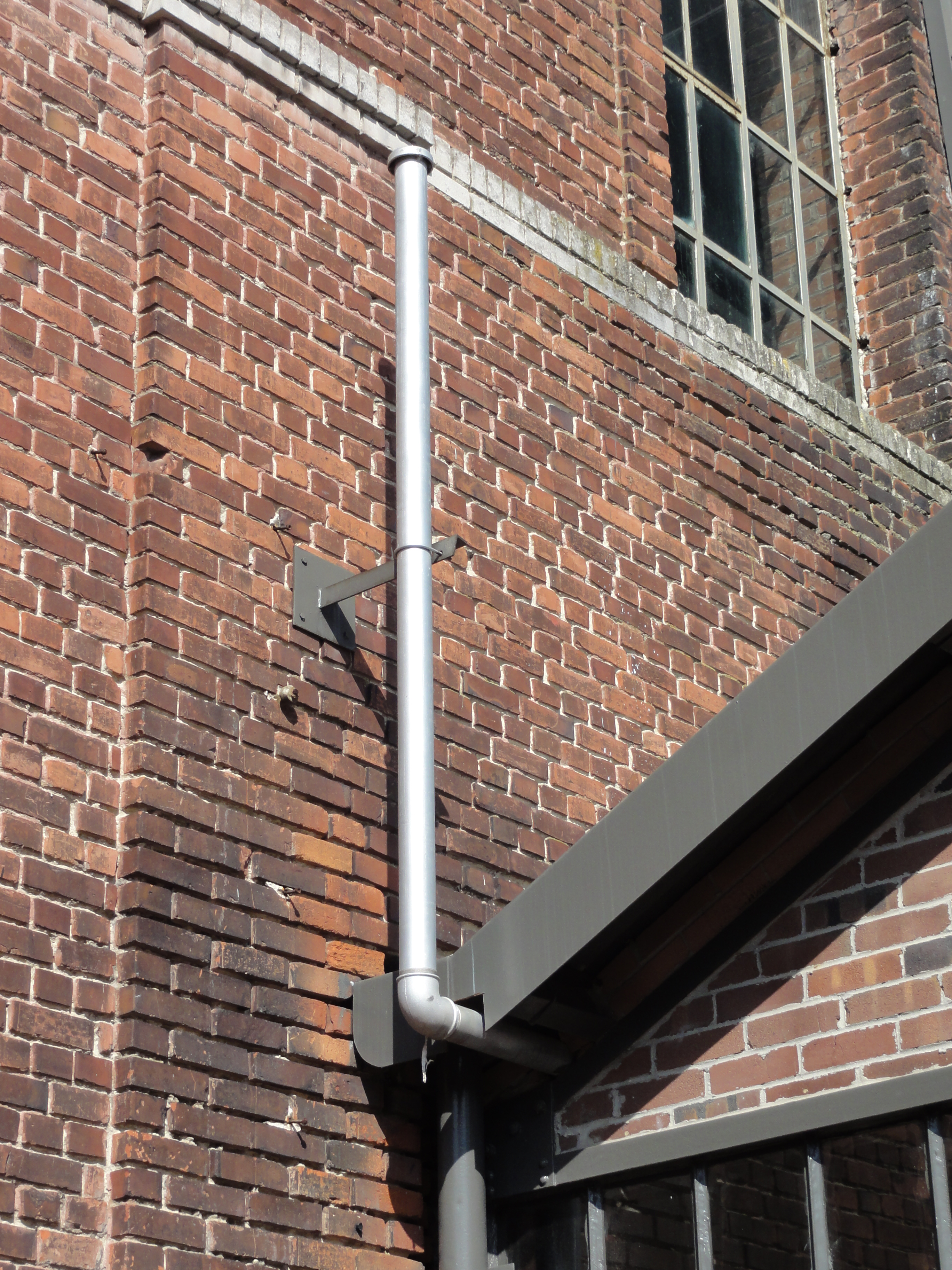
L'exutoire de grisou du puits no 1.
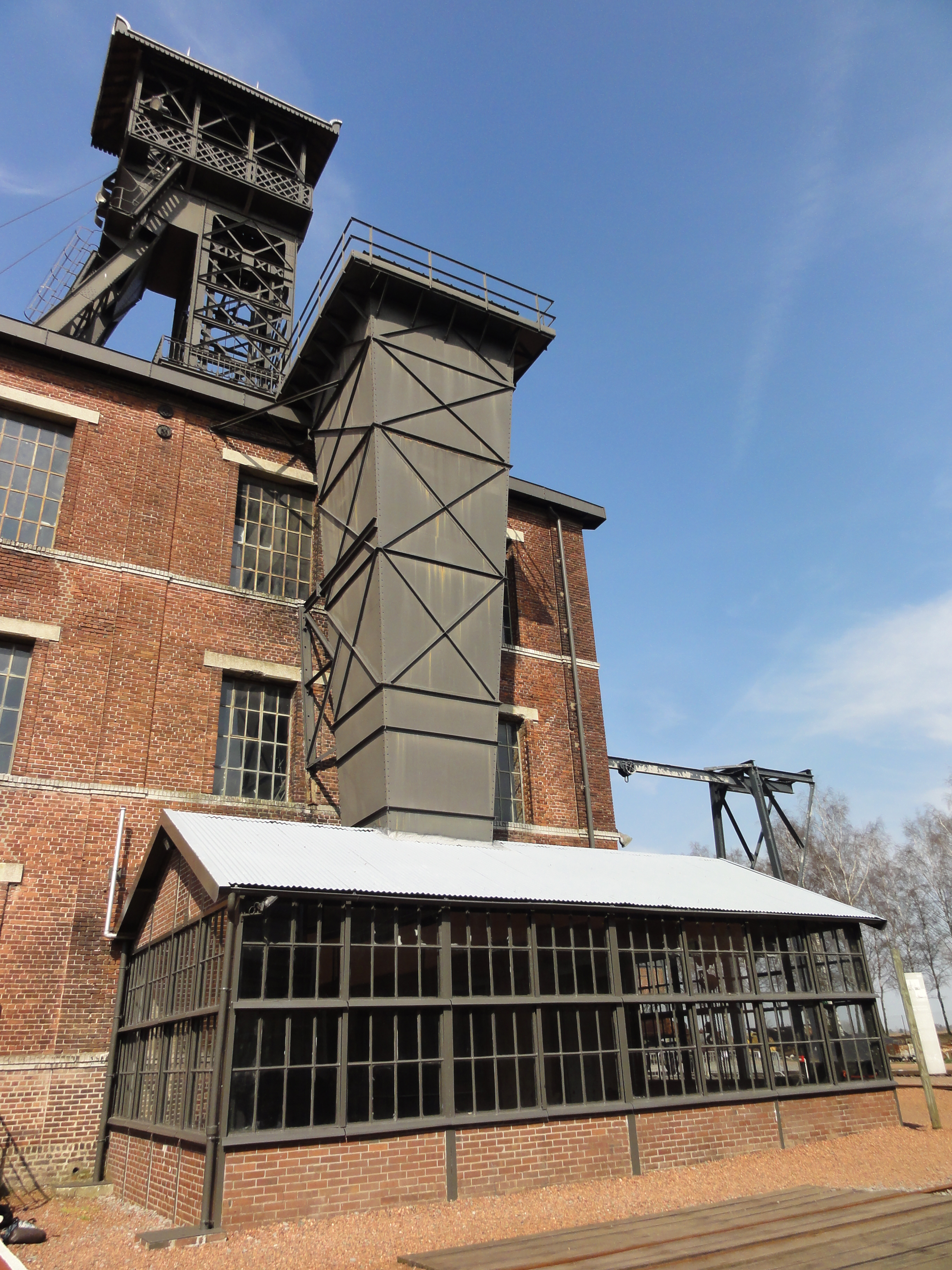
Le ventilateur du puits no 1.
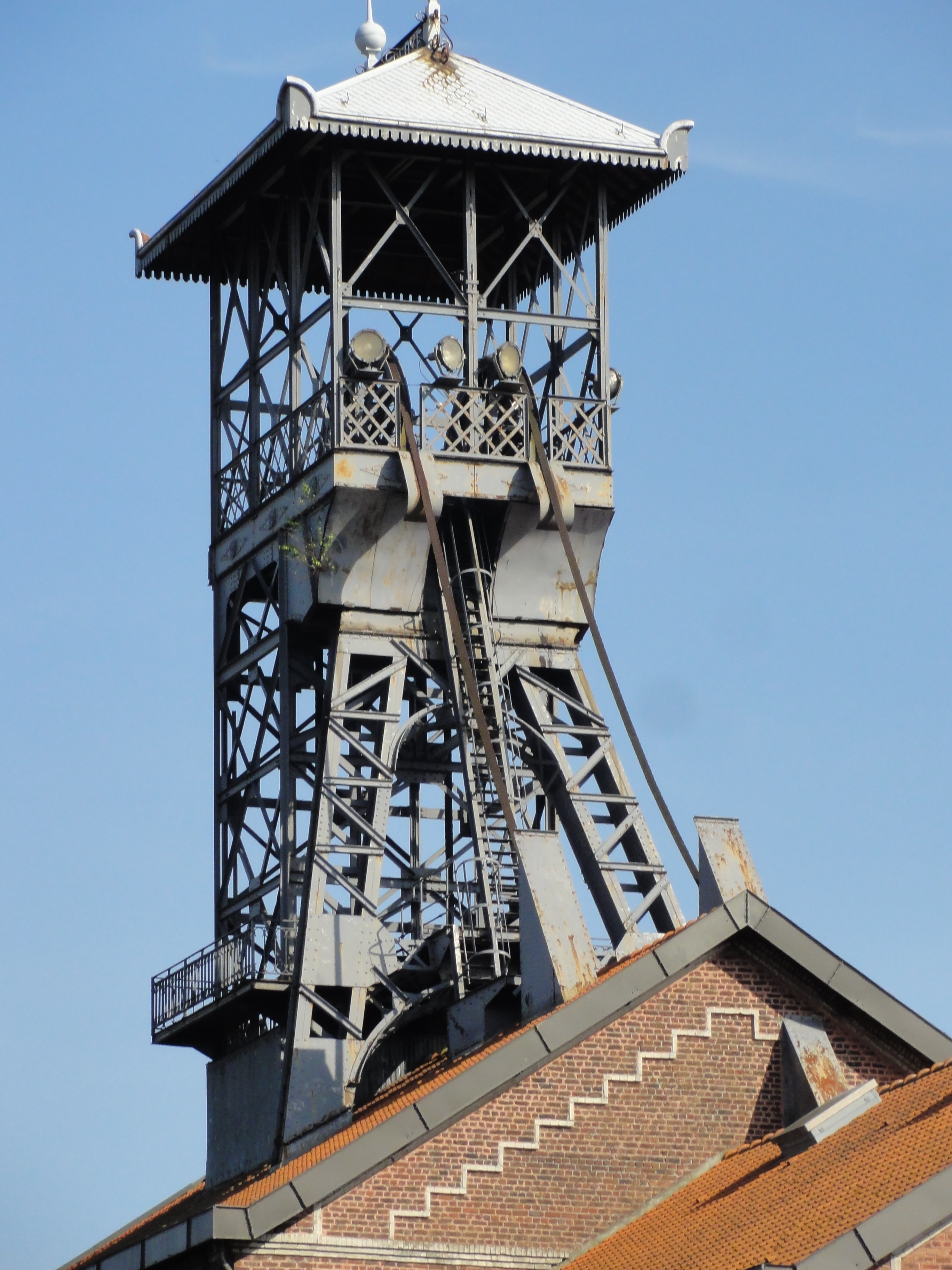
Le chevalement du puits no 2, différent du premier.
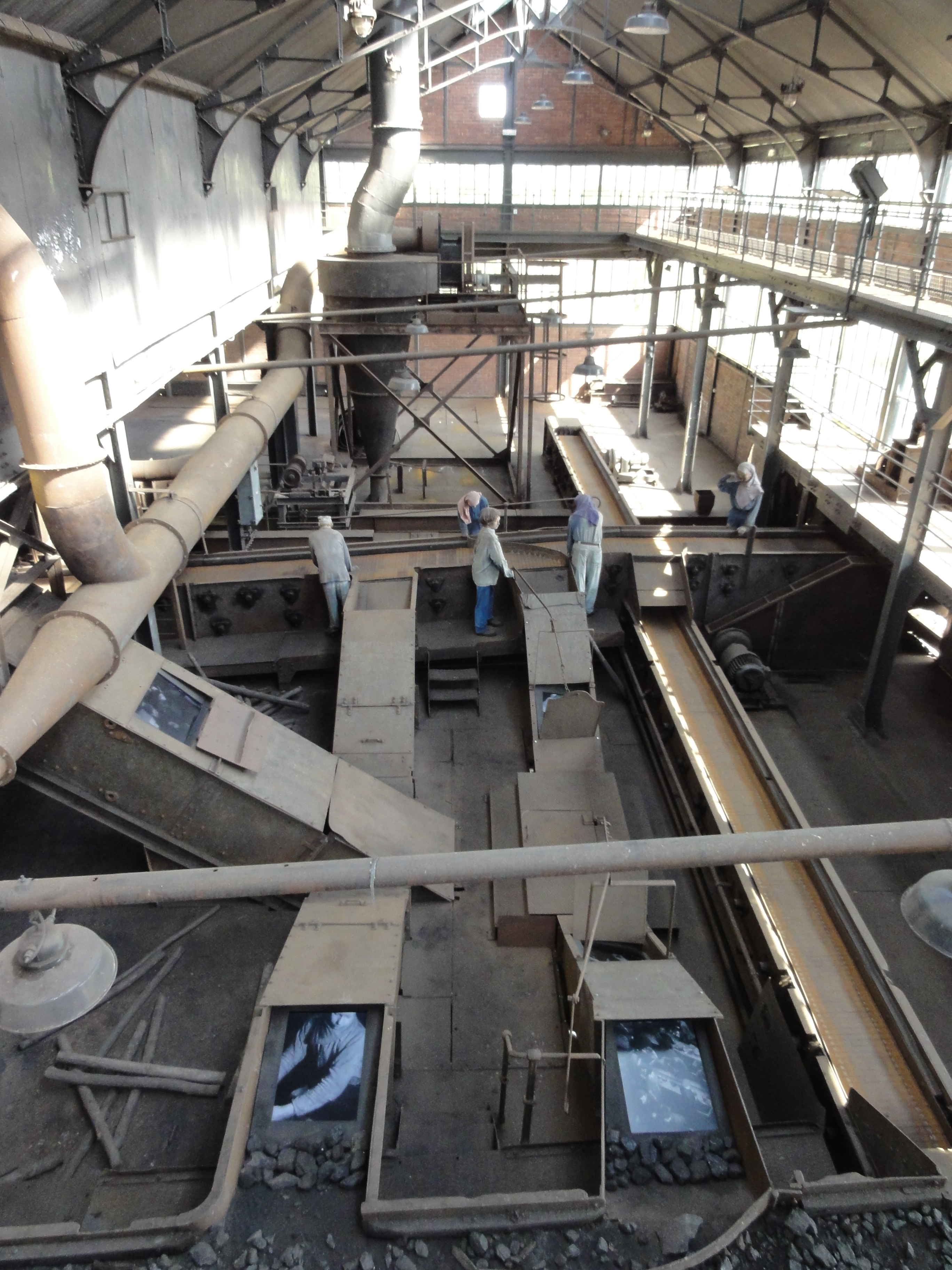
Le triage, typique des mines d'Aniche.
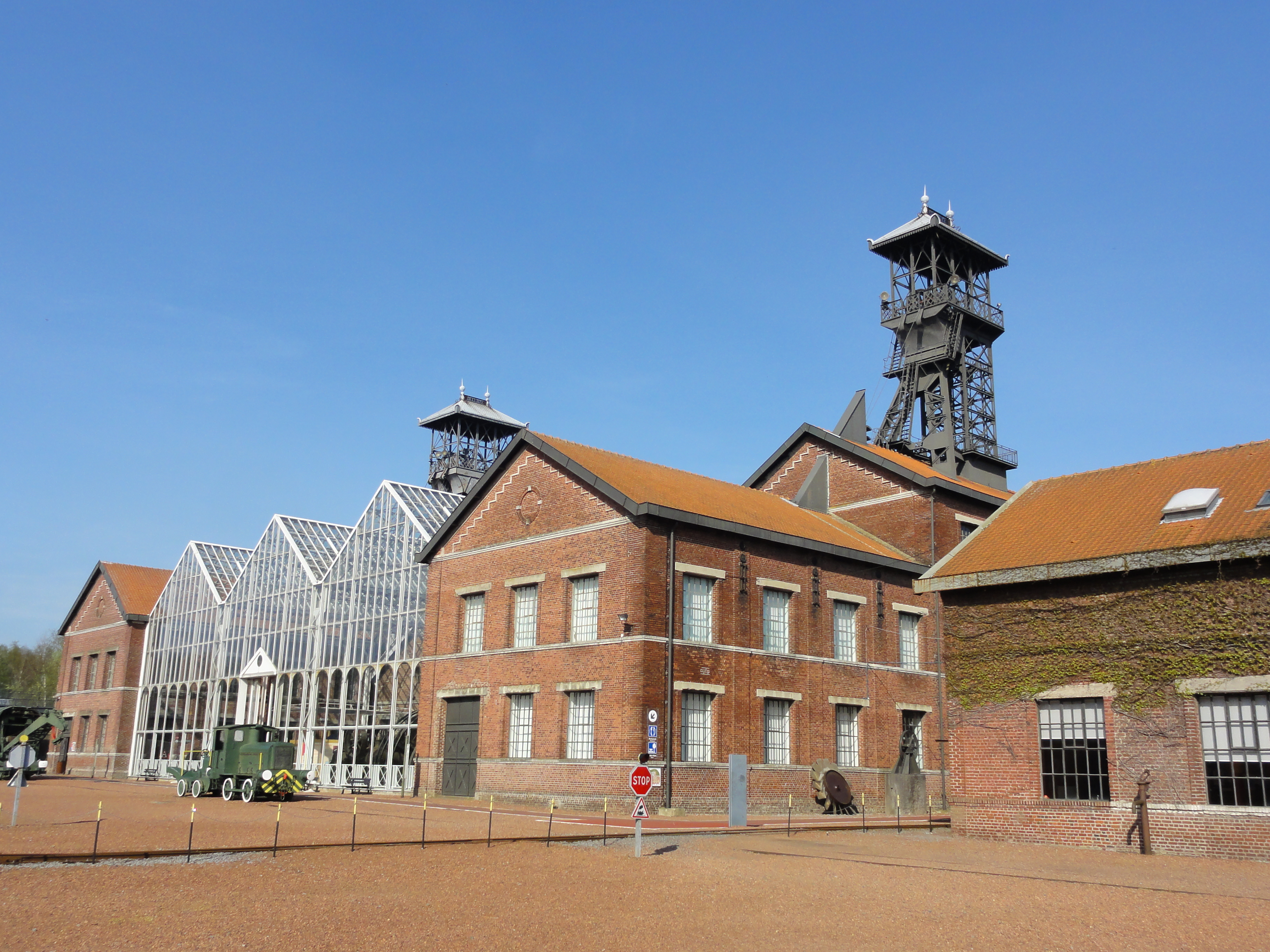
Vue générale de la partie extractive.
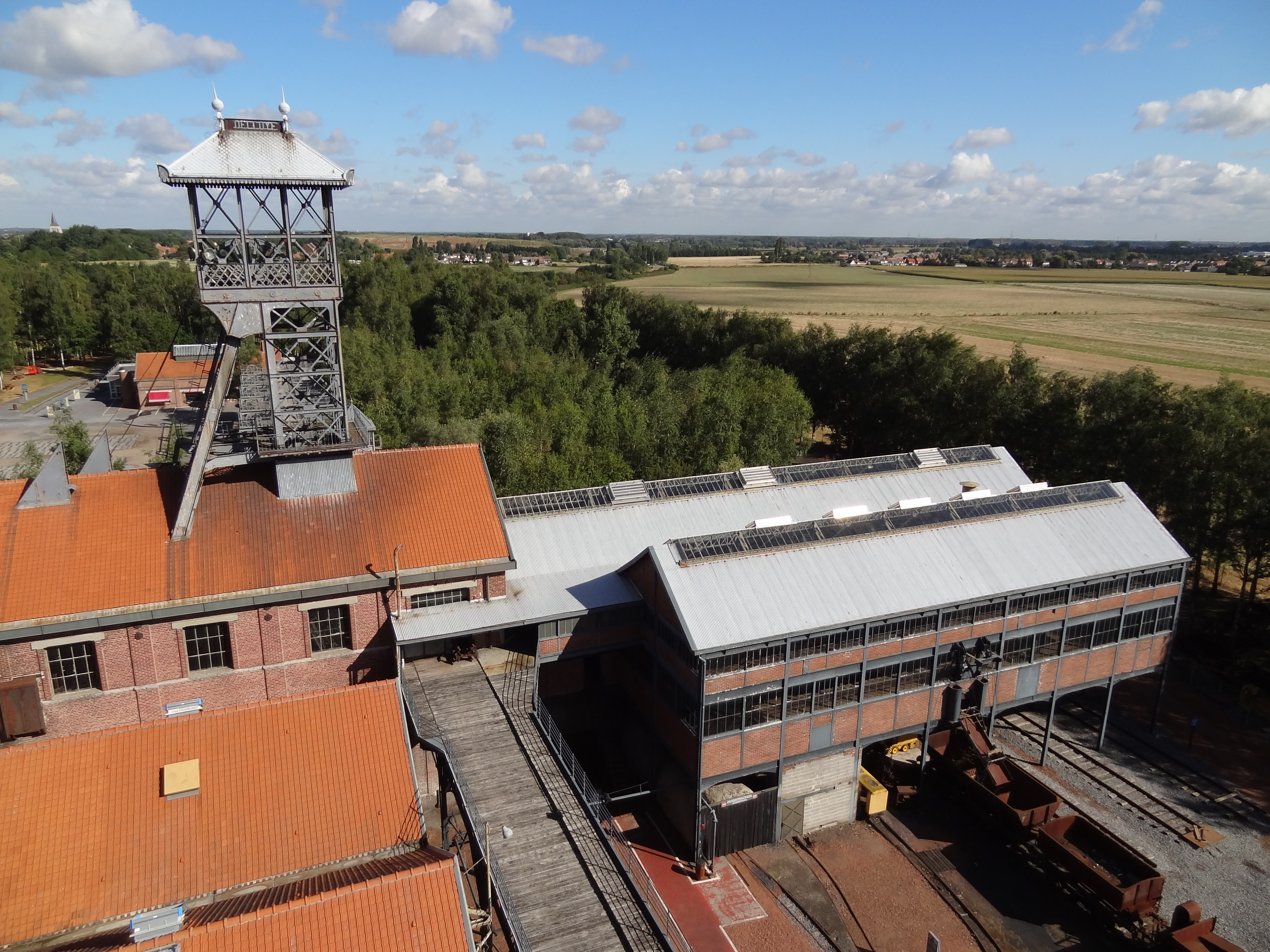
Le chevalement du puits no 2, la passerelle de mise à stock, et les bâtiments du triage et du moulinage.

### Reconversion: le centre historique minier
Alors que la fosse était promise à la démolition comme les autres, les Houillères du bassin du Nord et du Pas-de-Calais décident de la conserver afin d'en faire un musée de la mine. Celui-ci ouvre ses portes en 1984. Au début du XXIe siècle, Charbonnages de France matérialise les têtes de puits, et y installe des exutoires de grisou. Le BRGM y effectue des inspections chaque année. Tous les bâtiments ont été conservés et rénovés, à l'exception de la dynamitière et d'un château d'eau. Un hangar a été détruit au début des années 2000 pour laisser place à l'accueil, mais le nouveau bâtiment rappelle ses formes.
Une grande partie du site est classée aux monuments historiques, par arrêté du 21 septembre 2009, vingt-cinq ans après l'ouverture au public du musée,: les bâtiments de recette et d'extraction et les chevalements des puits nos 1 et 2 ; la salle des compresseurs ; le hall vitré ; la salle du ventilateur ; le criblage ; l'ensemble des différentes passerelles ; l'ancien atelier ; le bâtiment d'accueil ; le bâtiment à usage administratif et le centre de documentation ; le bâtiment comprenant les bureaux de l'administration, la salle des bains-douches, la lampisterie, l'infirmerie, le garage à vélo et les toilettes ; la dynamitière ; l'ancienne scierie (aujourd'hui restaurant) ; le bâtiment de la bascule ; et la maison de concierge sont classés.
La fosse Delloye fait partie des 353 éléments répartis sur 109 sites qui ont été inscrits le 30 juin 2012 au patrimoine mondial de l'Unesco. Elle constitue le site no 23.

#### Musée
Le Centre historique minier est un musée certifié Label musée de France. Il propose la visite des installations d'une ancienne fosse typique du XXe siècle, ainsi que des galeries reconstituées présentant l'évolution de l'extraction, des premières fosses jusqu'aux chantiers modernes des années 1980. En parallèle, le musée est un lieu de culture et s'ouvre régulièrement à des domaines connexes à la mine et à des tournages.

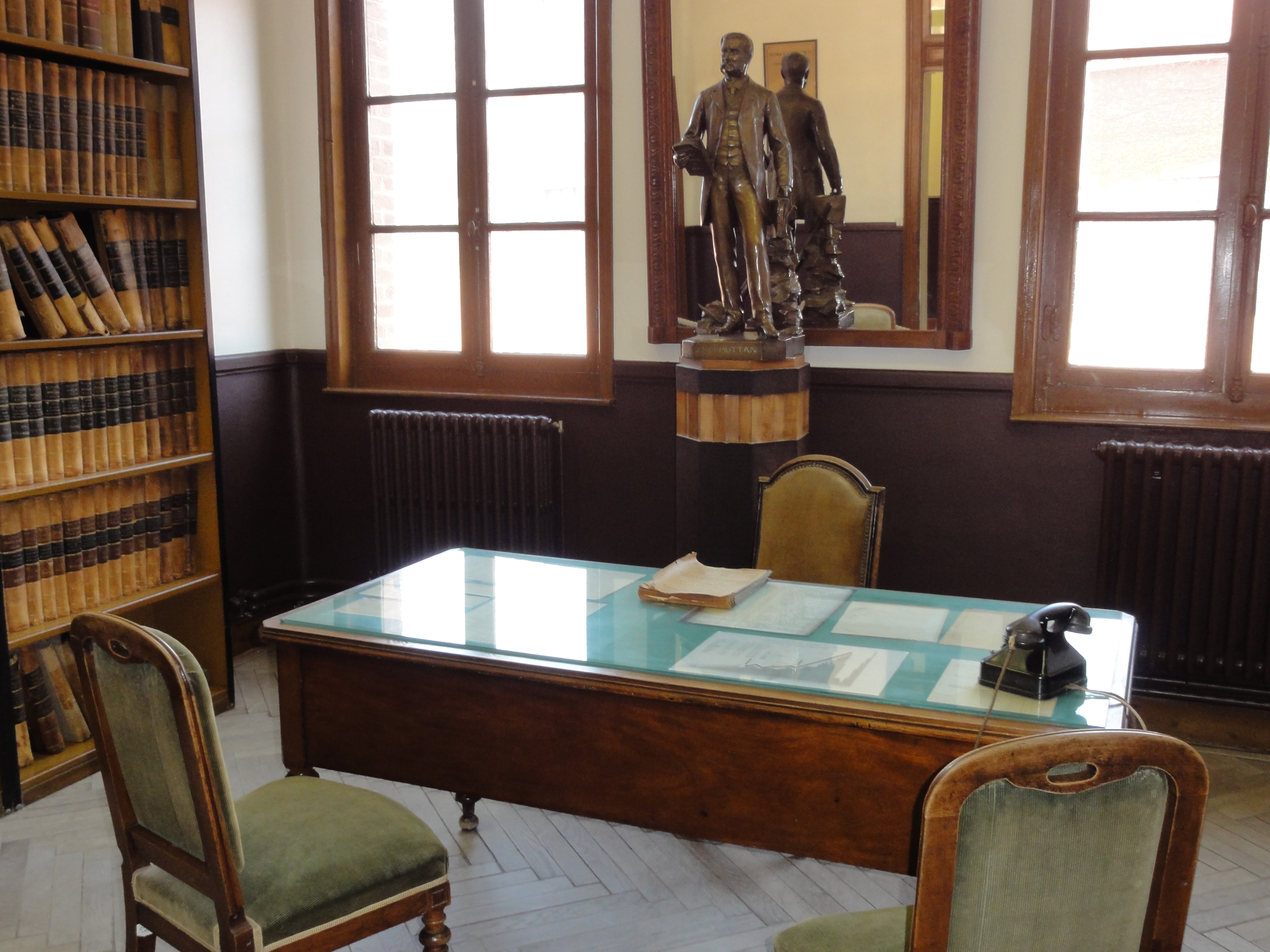
Le bureau du directeur de la fosse.
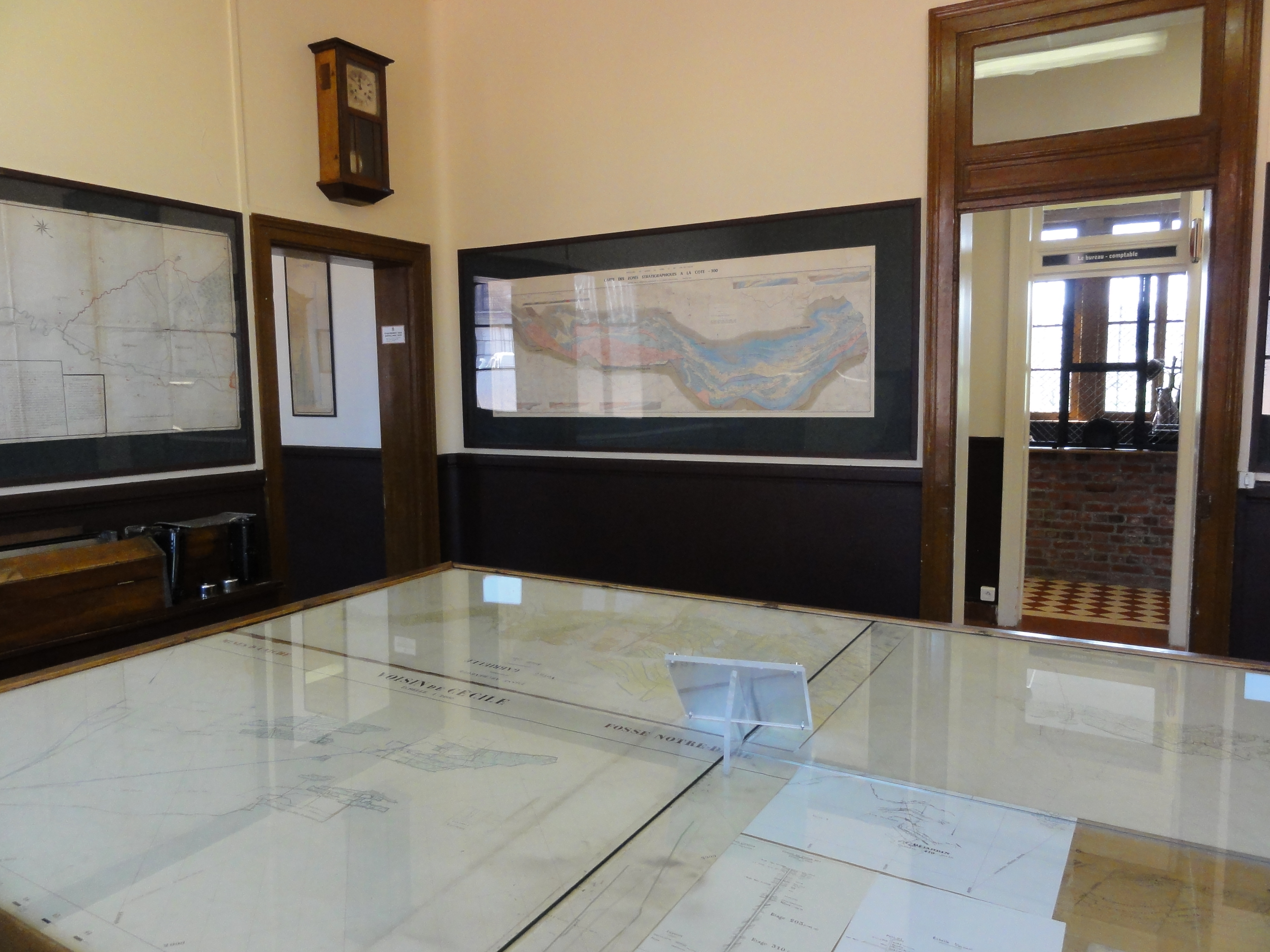
Le bureau du géomètre.
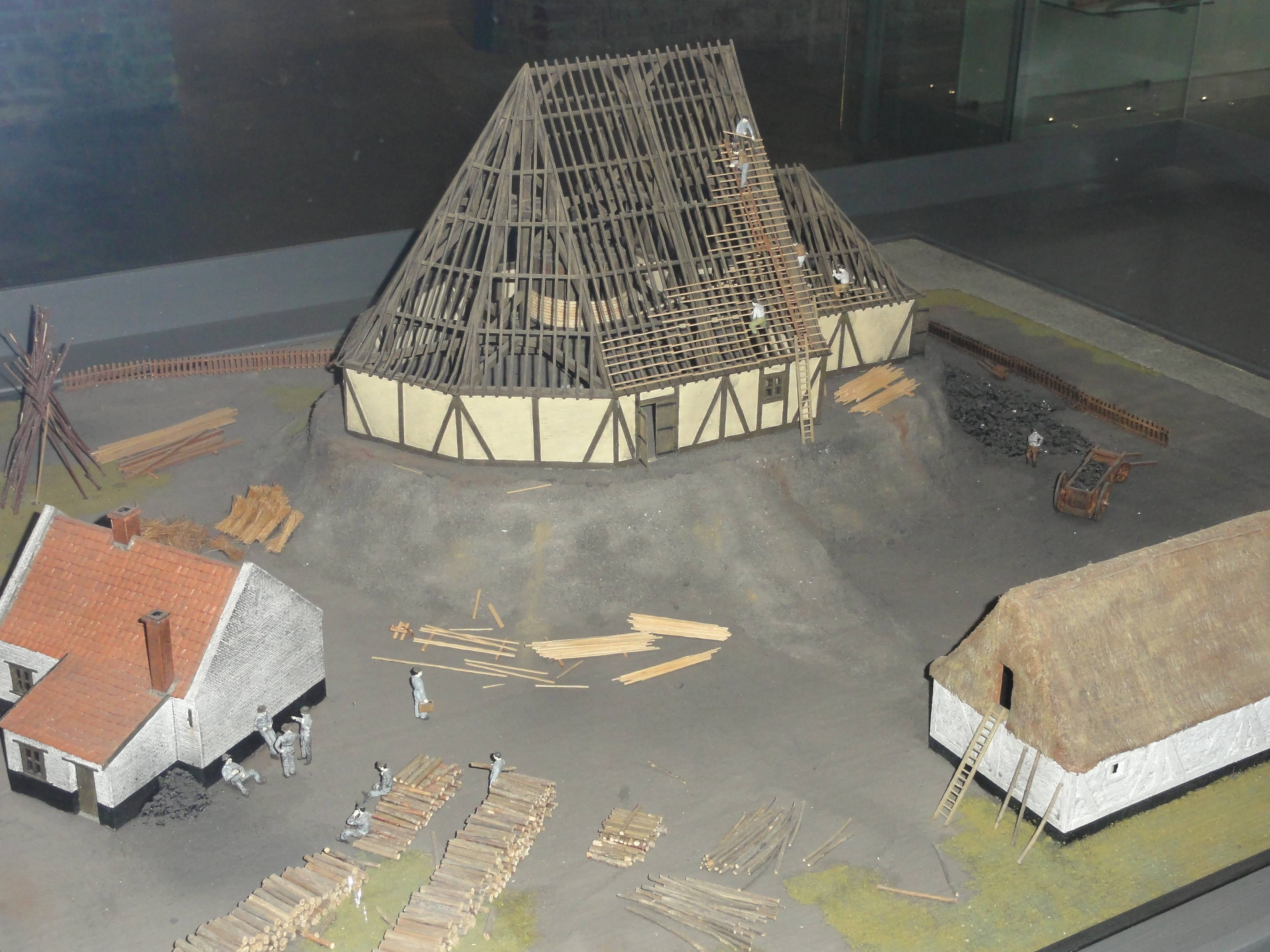
Une des maquettes présentant l'évolution des fosses.
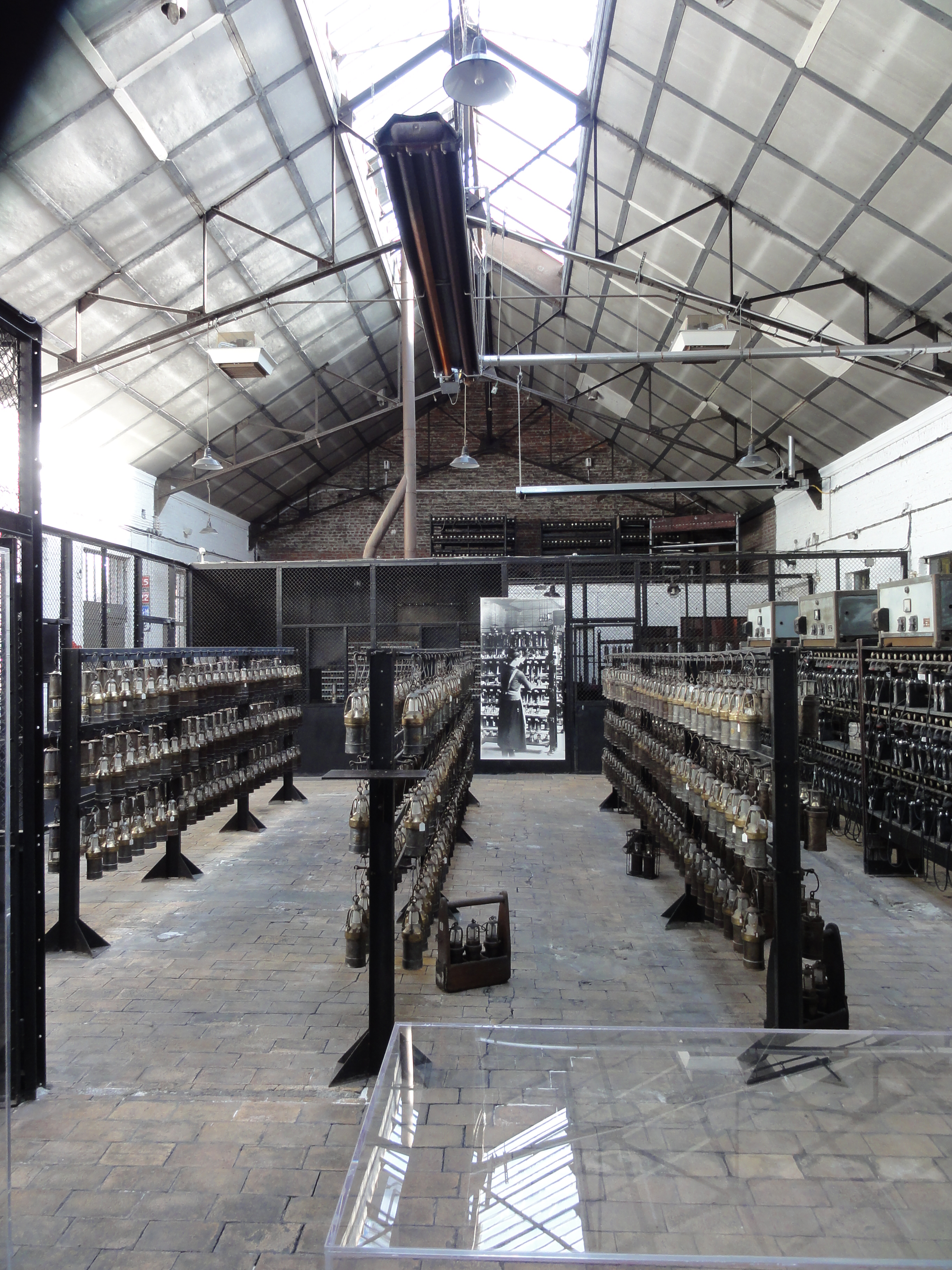
La lampisterie.
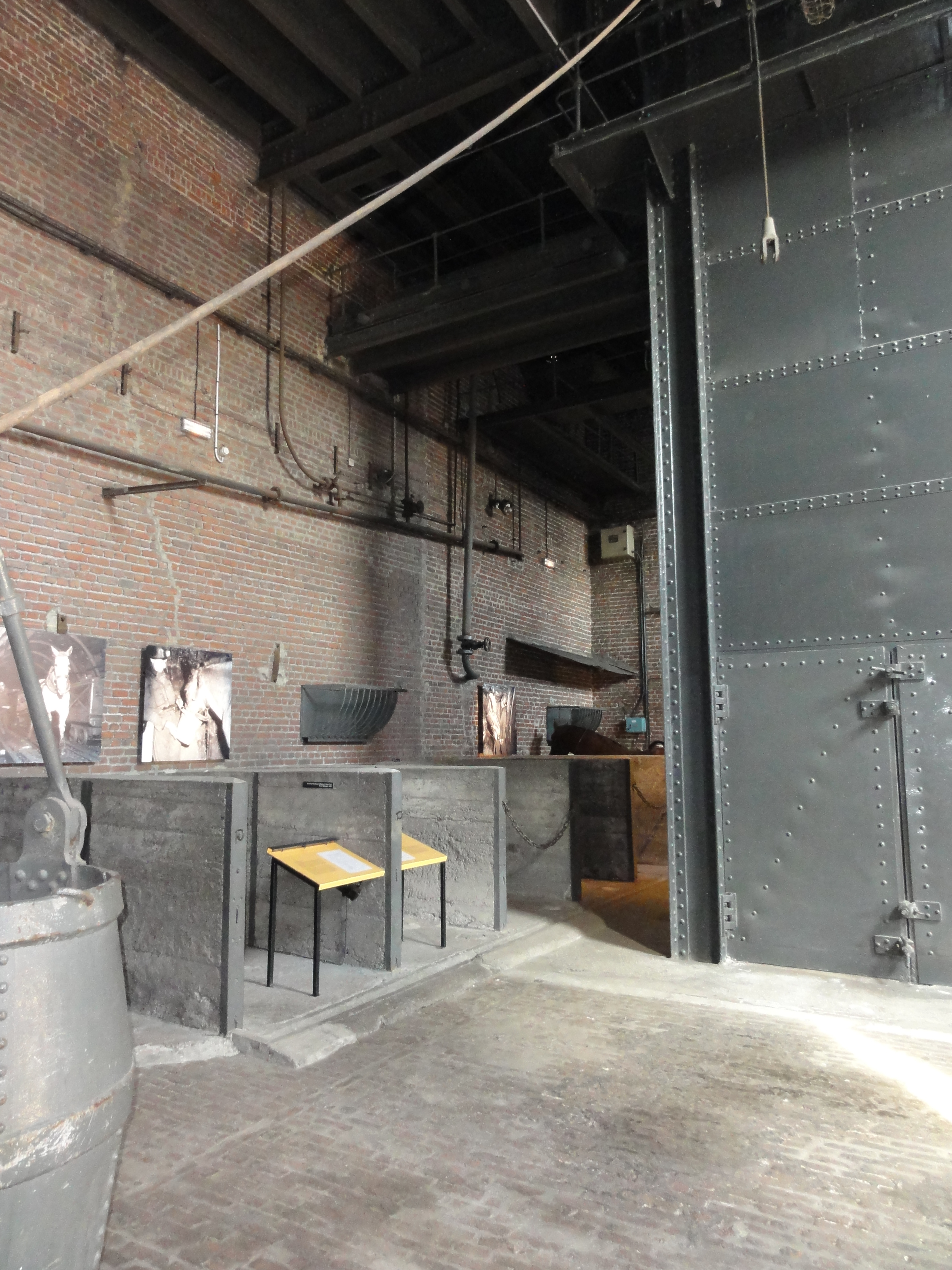
L'écurie et le puits no 1.
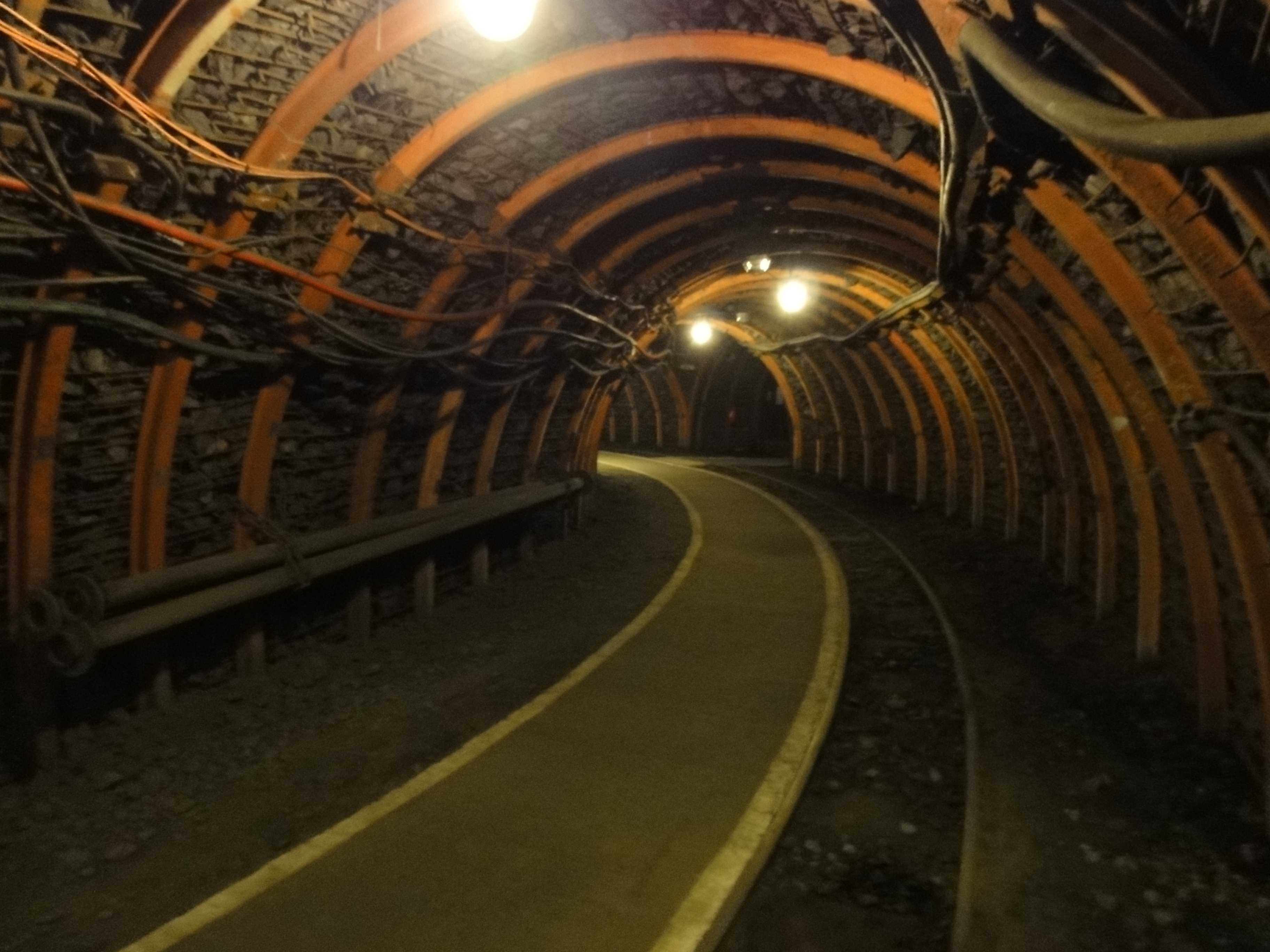
Les galeries reconstituées.

#### Collections
Le Centre historique minier possède également 2 700 mètres linéaires d'archives, parmi lesquelles on trouve 7 000 ouvrages, 550 000 documents photographiques, 500 films, 350 vidéogrammes et 300 enregistrements sonores. Des collectes sont organisées chaque année. Le musée recueille également des témoignages d'anciens mineurs.

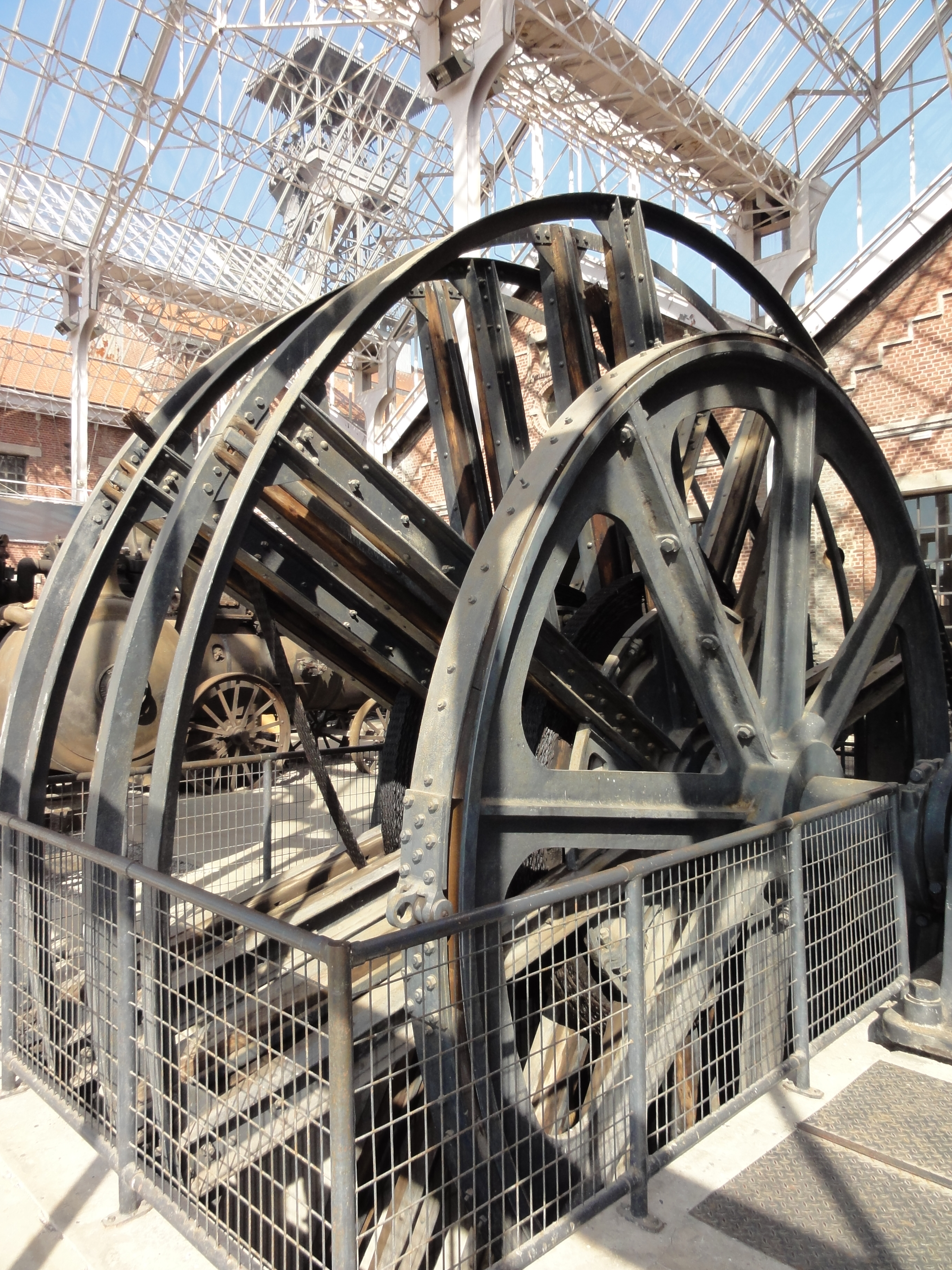
Machine d'extraction de la fosse no 6 des mines de l'Escarpelle.
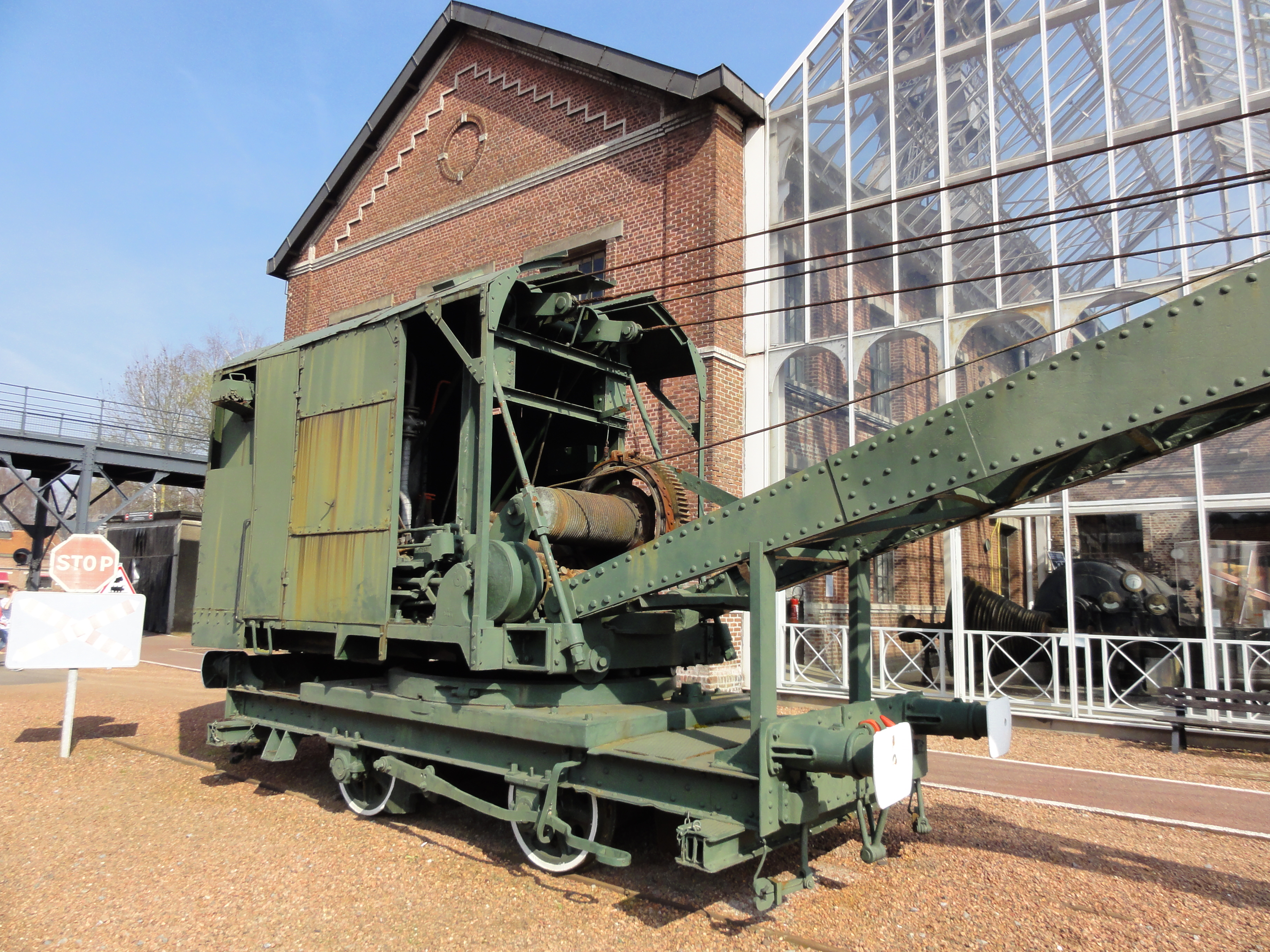
Matériel ferroviaire.
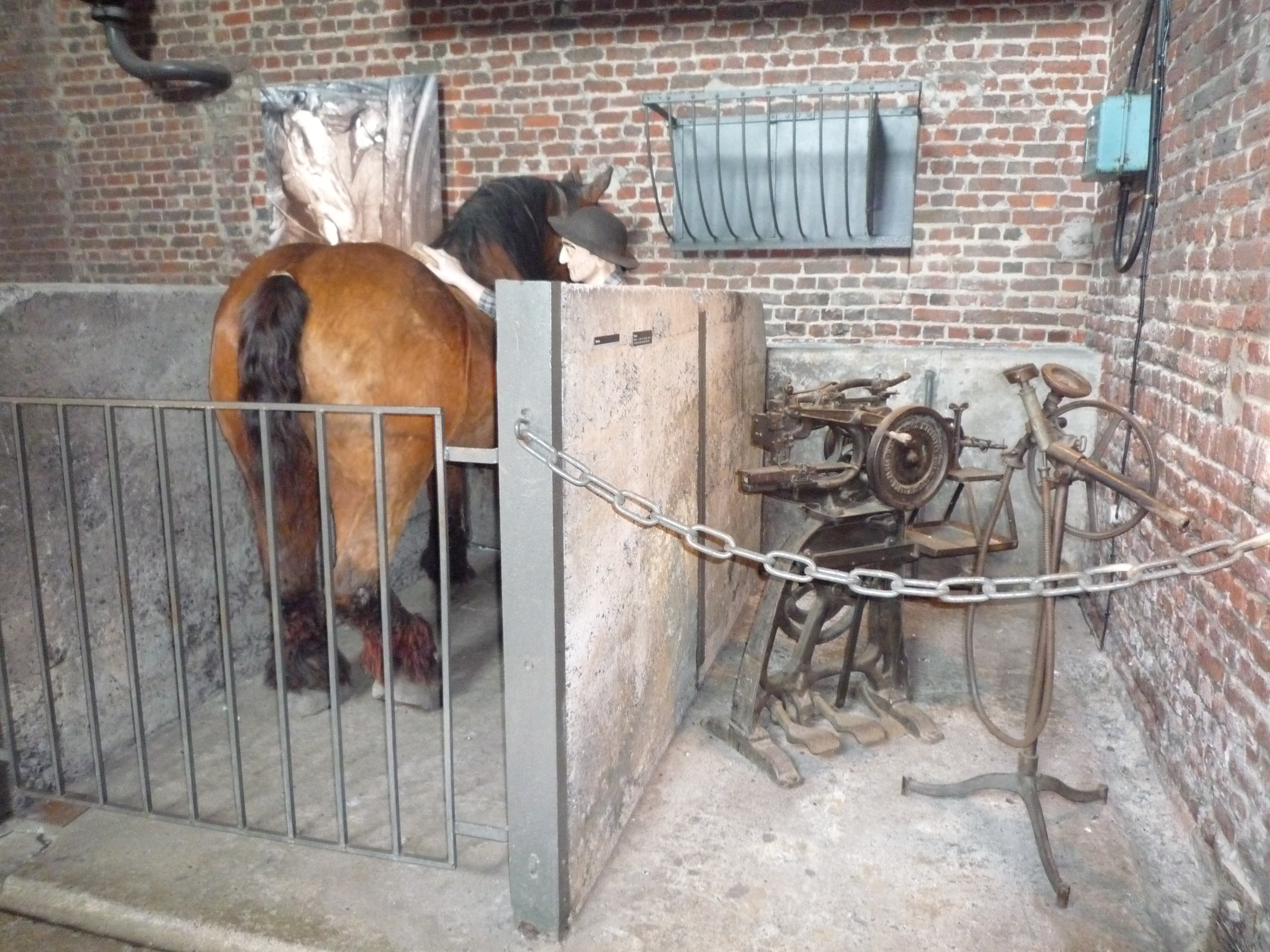
Reconstitution d'une écurie.
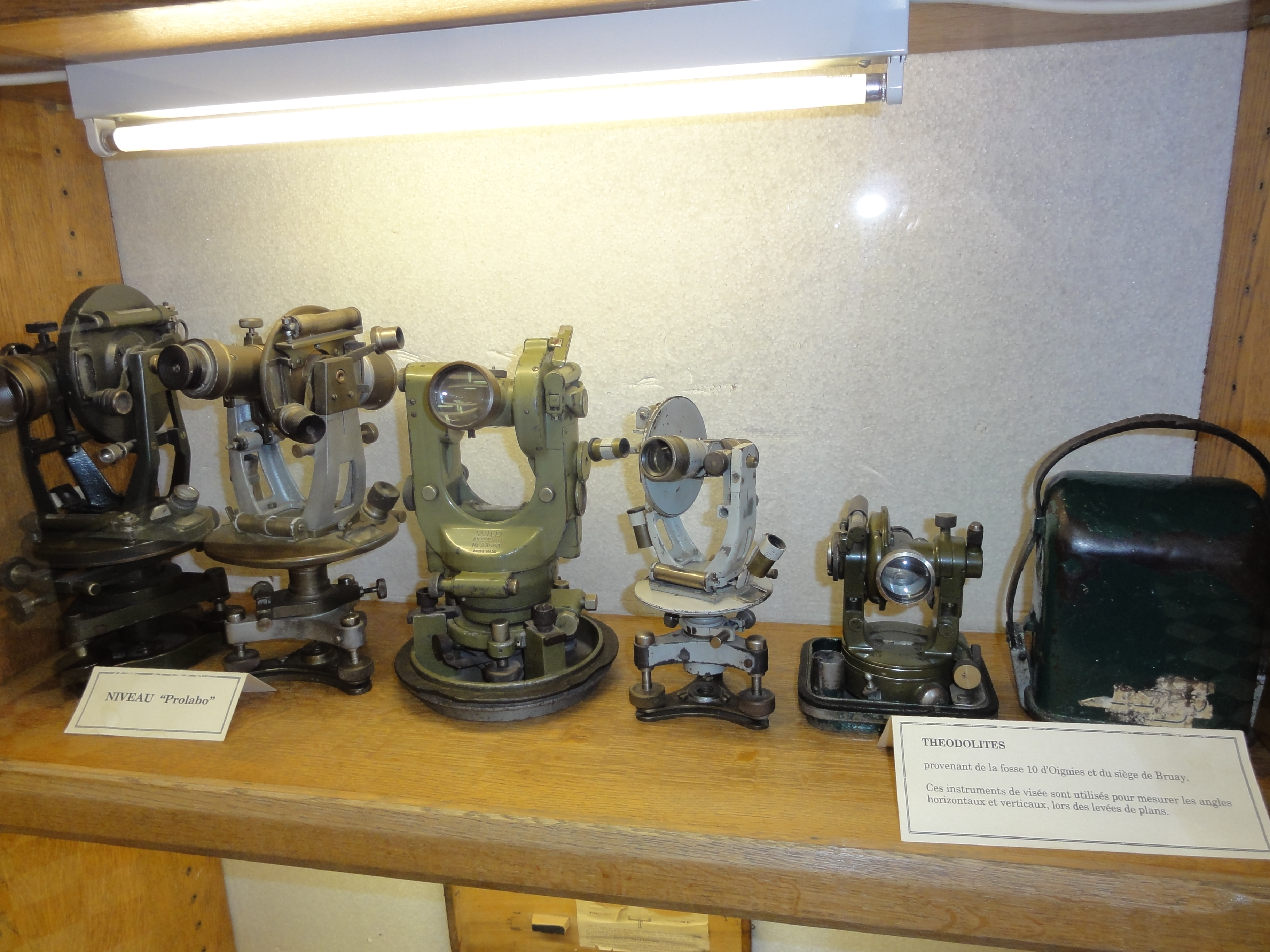
Quelques objets parmi les 15 000.
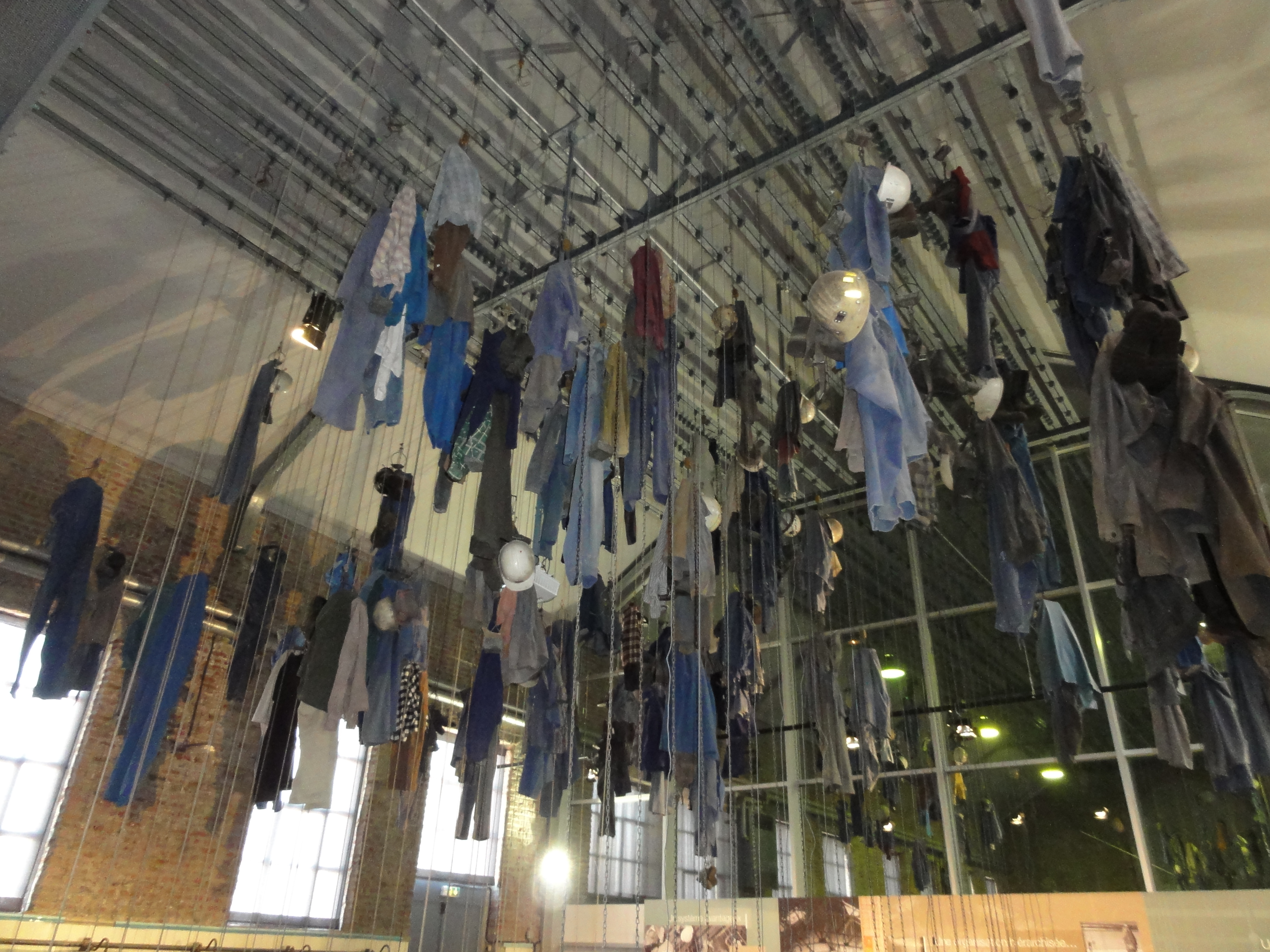
La salle des pendus.
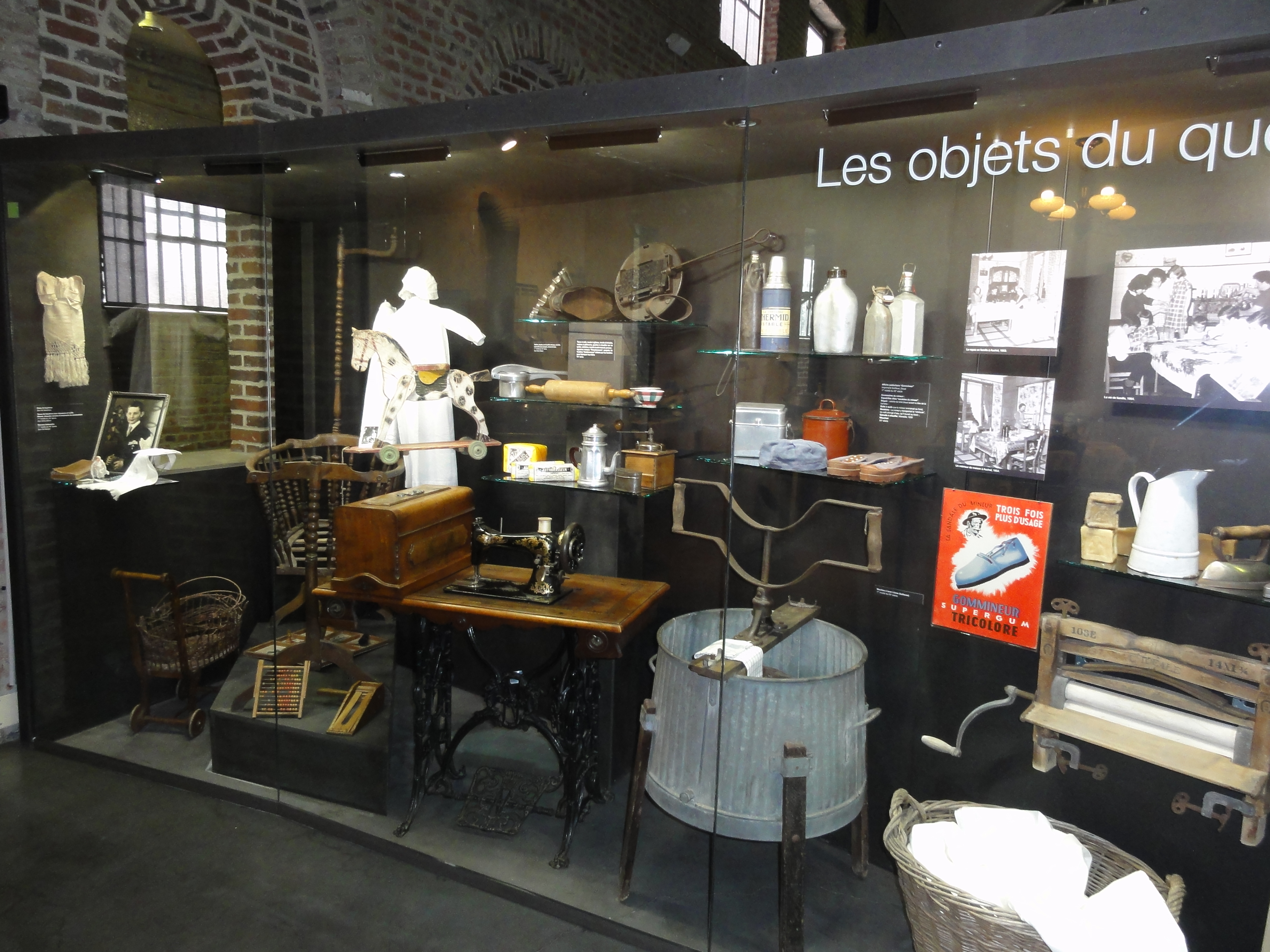
Exposition d'objets du quotidien.

## Fréquentation
Fréquentation annuelle 

127 841 (2001)
161 712 (2002)
143 757 (2003)
149 835 (2004)
145 994 (2005)
149 906 (2006)
141 813 (2007)
139 242 (2008)
151 760 (2009)
148 182 (2010)
150 531 (2011)
152 022 (2012)
159 473 (2013)
155 683 (2014)
146 316 (2015)
142 273 (2016)
157 481 (2017)
147 340 (2018)
157 760 (2019)
171 272 (2024)
| Année | Entrées gratuites | Entrées payantes | Total   |
| ----- | ----------------- | ---------------- | ------- |
| 2001  | 13 961            | 113 880          | 127 841 |
| 2002  | 13 697            | 148 015          | 161 712 |
| 2003  | 10 741            | 133 016          | 143 757 |
| 2004  | 11 101            | 138 734          | 149 835 |
| 2005  | 11 831            | 134 163          | 145 994 |
| 2006  | 13 027            | 136 879          | 149 906 |
| 2007  | 14 987            | 126 826          | 141 813 |
| 2008  | 12 858            | 126 384          | 139 242 |
| 2009  | 13 915            | 137 845          | 151 760 |
| 2010  | 13 030            | 135 152          | 148 182 |
| 2011  | 16 850            | 133 681          | 150 531 |
| 2012  | 16 408            | 135 614          | 152 022 |
| 2013  | 15 296            | 144 177          | 159 473 |
| 2014  | 13 256            | 142 427          | 155 683 |
| 2015  | 13 938            | 132 378          | 146 316 |
| 2016  | 10 978            | 131 295          | 142 273 |
| 2017  | 10 401            | 147 080          | 157 481 |
| 2018  | 10 281            | 137 059          | 147 340 |

## Les terrils

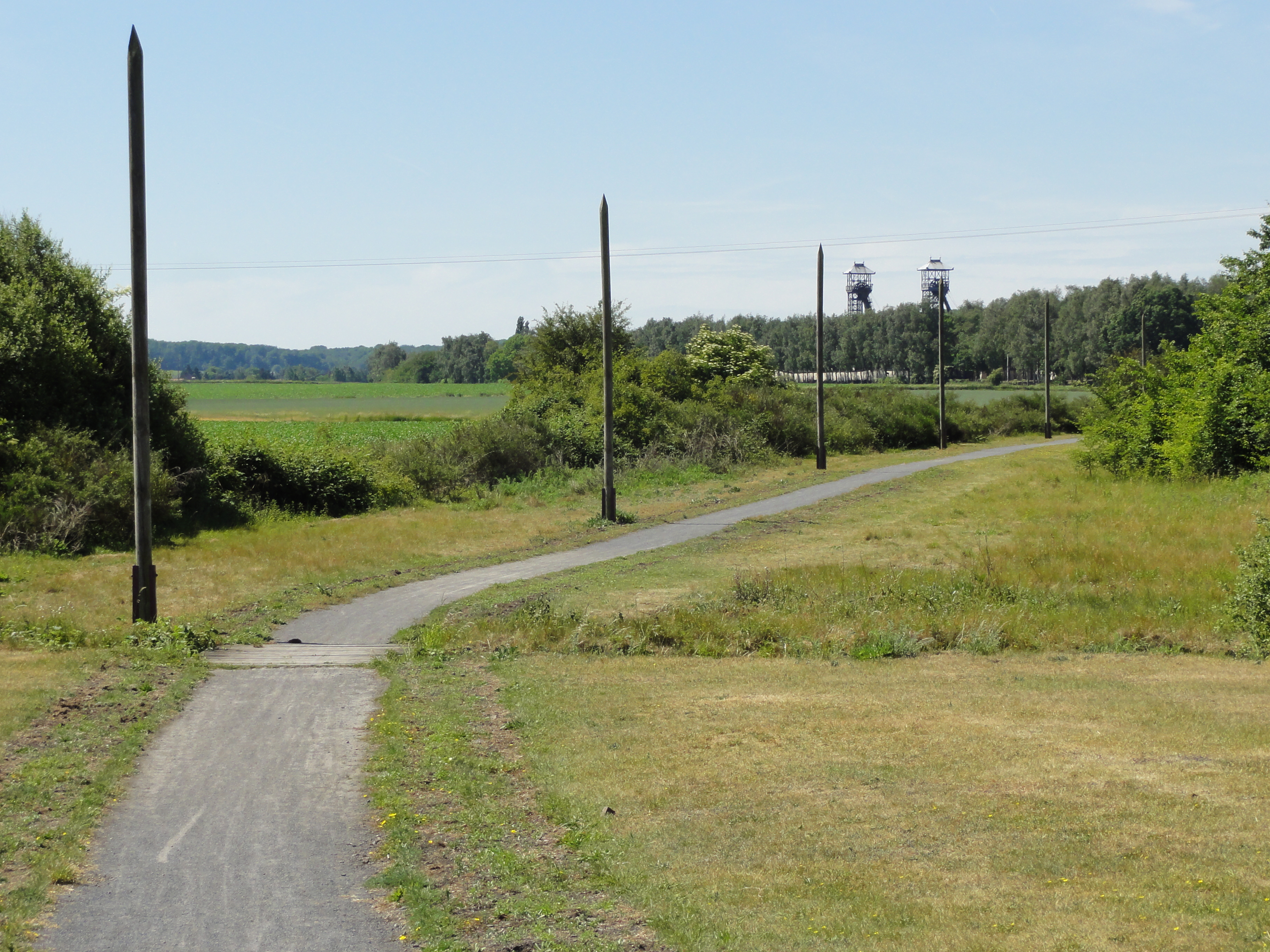
Le terril cavalier Delloye Sud.

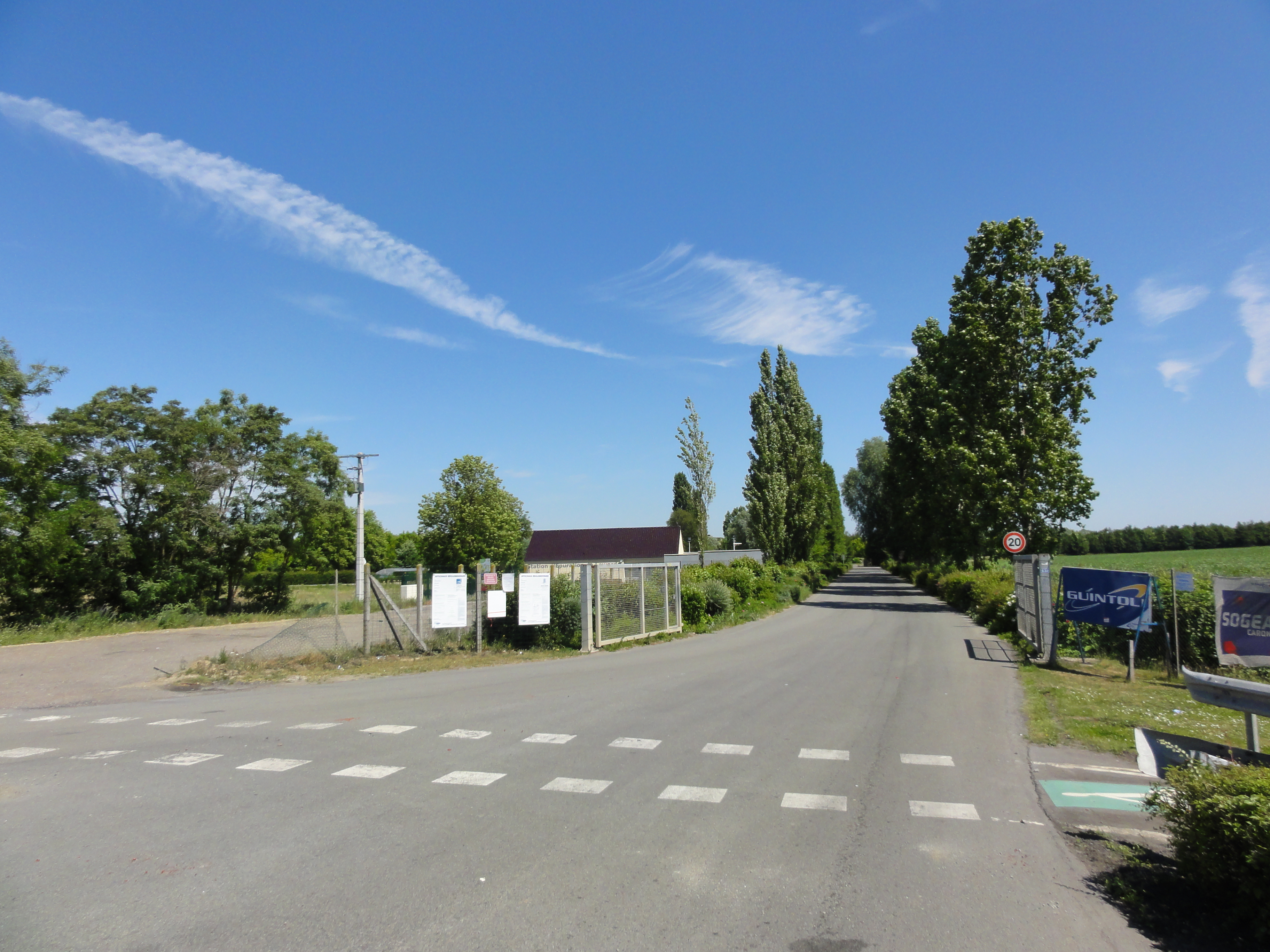
Le terril cavalier Delloye Nord.

Afin de faire circuler les trains, deux terrils cavaliers ont été formés.

### Terrilno220, Cavalier Delloye Sud
50° 20′ 14″ N, 3° 10′ 34″ E
Le terril no 220, situé à Lewarde, est un des deux terrils cavaliers de la fosse Delloye des mines d'Aniche. Il a été exploité.

### Terrilno220A, Cavalier Delloye Nord
50° 20′ 33″ N, 3° 10′ 49″ E
Le terril no 220A, situé à Lewarde, est un des deux terrils cavaliers de la fosse Delloye des mines d'Aniche. Il a été exploité.

## Les cités

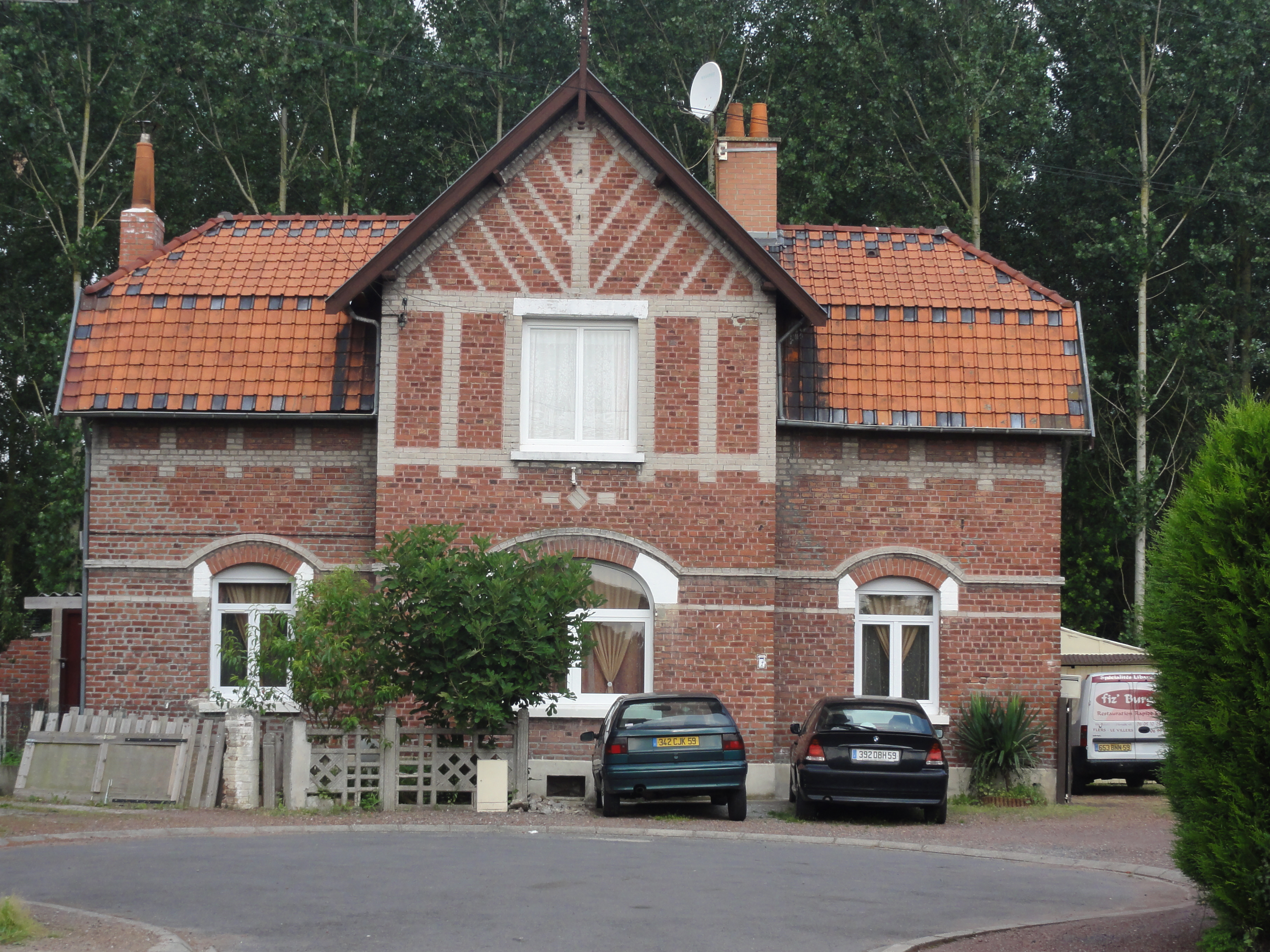
La cité Béharelle.

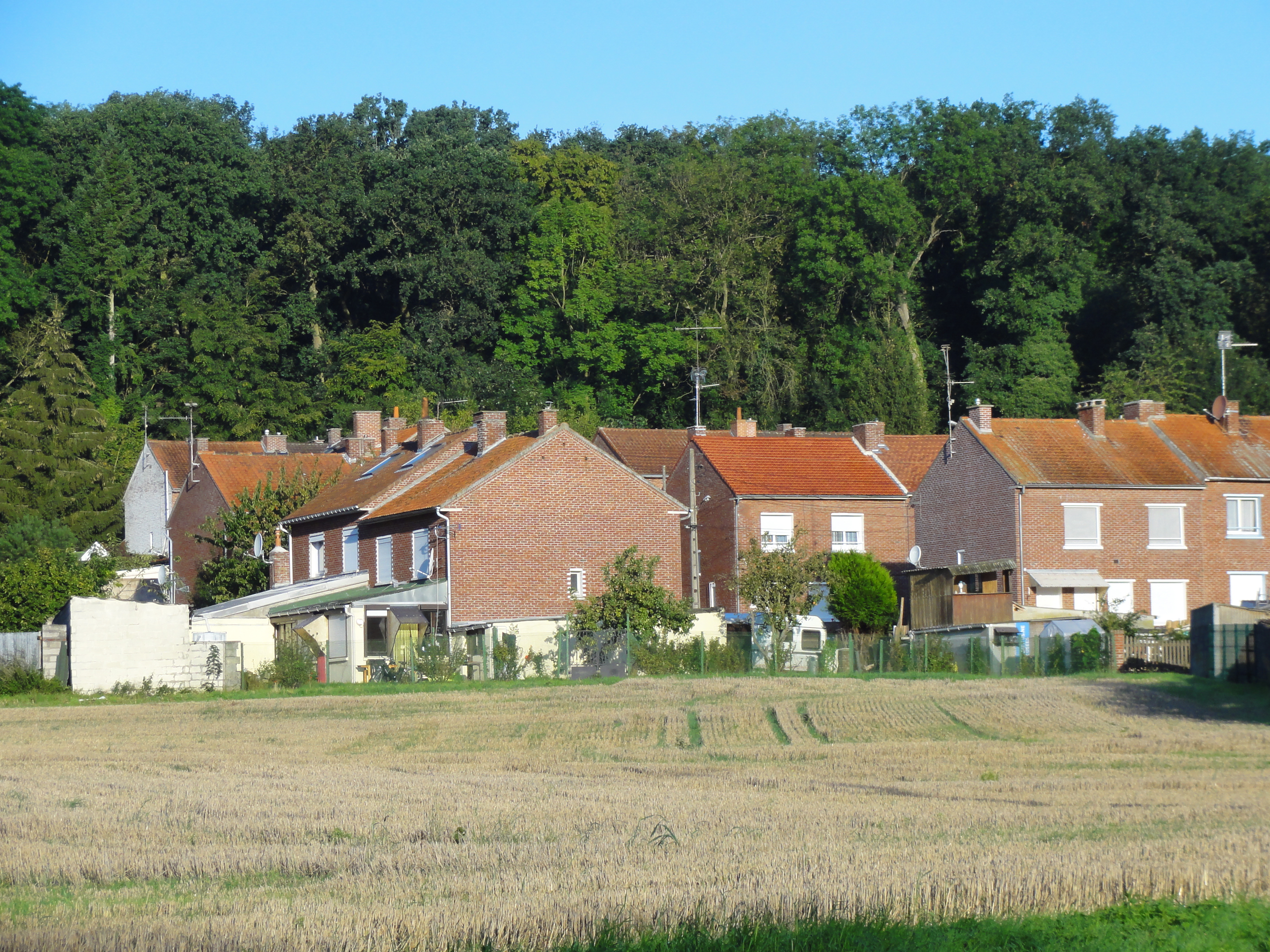
La cité Bandini.

La Compagnie d'Aniche a bâti quelques habitations près de la fosse Delloye, étant donné que les cités de la fosse Vuillemin, très étendues, sont pour certaines situées à un peu plus d'un kilomètre de la fosse. Après la Nationalisation, une vingtaine de maisons, soit une quarantaine d'habitations, ont été construites près de la fosse Delloye. Les cités de la fosse Vuillemin ont en revanche été étendues.

## Catastrophe minière
Le vendredi 25 mars 1966 à 3 h 50, une catastrophe minière par éboulement à 377 m de fond dans la veine du Grand Moulin, située vers Villers-au-tertre tua deux mineurs et en blessa un troisième. Franciezk Wosniak, 43 ans de Monchecourt, boutefeu, a été le premier remonté après trois heures d'efforts. Le soir Adolf Buttwill, 44 ans d'Ecaillon a été remonté survivant blessé aux jambes. Samedi matin Henrick Drzewiecki, 31 ans, d'Auberchicourt est retrouvé sans vie,. L'alerte avait été donnée par le conducteur du loco-tracteur revenant chercher des bennes qu'il avait retrouvées vides et s’aperçut de l'éboulement de la galerie. Les circonstances, selon les militants de la section syndicale C.G.T du puits Delloye, reprises dans un article d'Antoine Bernalicis[réf. nécessaire] : « La voie Grand Moulin aurait dû être poussée avec deux cadres côte à côte avec semelle au pied, deux étriers de fixation chacun; elle aurait dû être longeonnée par un bon boisage anglé, le bois a toujours annoncé les grosses charges. Faire travailler les ouvriers avec seul cadre dans cet endroit[pas clair], était de la folie. » La veine du Grand Moulin était reconnue comme très pentue avec un charbon particulièrement fluide.

## Identité visuelle

Évolution du logo du Centre historique minier.
Ancien logo.
Logo jusqu'en 2018.
Logo depuis 2018.